# One Manhattan West
One Manhattan West, kan kallas Manhattan West North Tower, är en skyskrapa som ligger inom byggnadskomplexet Manhattan West på Manhattan i New York, New York i USA.
Byggnaden uppfördes mellan 2015 och 2019 som en fastighet för kontorsverksamhet. Den är 303,6 meter hög och har 67 våningar.